# Eigenkapital
Eigenkapital ist in den Wirtschaftswissenschaften derjenige Teil des Kapitals (Passiva) von Wirtschaftssubjekten, der sich bilanziell als positive Differenz aus Vermögen und Schulden zeigt, so dass das Eigenkapital dem Reinvermögen entspricht. Das Eigenkapital steht den Wirtschaftssubjekten zeitlich unbefristet zur Verfügung, da es im Gegensatz zum Fremdkapital (Schulden) keiner Rückzahlungsverpflichtung unterliegt.

## Allgemeines
Das Kompositum Eigenkapital setzt sich aus Eigen- für Eigentümer (Gesellschafter) oder deren Eigenfinanzierung und Kapital zusammen. Etymologisch leitete sich aus dem Gattungsbegriff Kapital später der Ausdruck Eigenkapital ab. Betreiben Wirtschaftssubjekte Eigenfinanzierung, so bilden sie Eigenkapital. Als Wirtschaftssubjekte kommen Unternehmen, Stiftungen, sonstige Personenvereinigungen, der Staat und seine Untergliederungen (öffentliche Verwaltung, öffentliche Unternehmen, Kommunalunternehmen) sowie Privathaushalte in Betracht.

## Definitionsvarianten
In der Betriebswirtschaftslehre existiert keine allgemeingültige einheitliche Definition, sondern eine „Vielzahl unterschiedlicher Eigenkapitaldefinitionen, die jeweils andere Aspekte in den Vordergrund rücken“. Aus den vielen Definitionen bildeten sich mindestens drei Definitionsschwerpunkte heraus, die Herkunftsfragen, bilanzielle oder Rückzahlbarkeitsaspekte betonen. Die erste Gruppe spricht von Eigenkapital, wenn es sich um von den Eigentümern/Gesellschaftern direkt oder indirekt dem Unternehmen zugeführtes Kapital handelt. Reinhard Schmidt stellte hierzu 1983 kategorisch fest: „Wer Eigenkapital gibt, ist Eigentümer und Unternehmer“. Dabei wird übersehen, dass auch Gesellschafterdarlehen hiervon erfasst werden. Die zweite Gruppe definiert das Eigenkapital als bilanzielle Residualgröße aus Vermögen und Schulden. Die dritte Gruppe stellt schließlich fehlende Rückzahlungsverpflichtung und die fehlende Kündigungsmöglichkeit in den Vordergrund, jeweils Kerneigenschaften von Eigenkapital, die es vom Fremdkapital unterscheiden. Eine fehlende Rückzahlungsverpflichtung ist stets mit unbefristeter Verfügbarkeit und fehlenden Kündigungsmöglichkeiten verbunden. Bereits der Betriebswirt Alexander Hoffmann wies im Jahre 1932 darauf hin, dass das Eigenkapital im Gegensatz zum Kreditkapital lastenfrei (keine Kreditsicherheiten) und, da nicht kündbar und nicht rückzahlbar, im rechtlichen Sinne verantwortungsfrei sei. Der Betriebswirt Erich Gutenberg definierte das Eigenkapital als das Kapital, bei dem die „Kapitalgeber rechtlich die Stellung von Eigentümern haben…“. Die Deutsche Bundesbank verwendet die Begriffe „Eigenmittel“ und „Fremdmittel“ im Sinne von Eigen- und Fremdkapital.
Heute sind die bilanzorientierten Definitionen in der Betriebswirtschaftslehre weit verbreitet, bezeichnen Eigenkapital als positive Differenz aus Vermögen und Schulden und setzen es mit dem Reinvermögen gleich. Nach IASB ist es die Restgröße (Residualgröße) zwischen Vermögen und hiervon abgezogenen Schulden (englisch „the residual interest in the assets of the entity after deducting all its liabilities“ (IASB F.49(c)595). Zur Insolvenz kann es demnach nur dann kommen, wenn Schulden vorhanden sind. Besitzt ein Wirtschaftssubjekt ausschließlich Eigenkapital, so gibt es keine Rückzahlungsansprüche und infolgedessen auch keine Insolvenzgefahr.

## Funktionen
Das Eigenkapital erfüllt bei allen Wirtschaftssubjekten mehrere Funktionen:
- Gründungsfunktion: Das Eigenkapital spielt bei der Unternehmensgründung die wichtigste Rolle. Ohne Eigenkapital können neu gegründete Unternehmen kein Fremdkapital aufnehmen.[13] Mit dem Eigenkapital werden Gründungsinvestitionen finanziert. Teilweise verlangen auch gesetzliche Vorschriften ein bestimmtes Mindest-Eigenkapital (§ 7 AktG, § 5 Abs. 1 GmbHG), insbesondere bei Kreditinstituten (Eigenmittel (Kreditinstitut)) und Versicherungen (Eigenmittel (Versicherung)).
- Finanzierungsfunktion: Eigenkapital finanziert einerseits im Rahmen der goldenen Bilanzregel das langfristige Sachanlagevermögen und die Beteiligungen, andererseits ist die Eigenkapitalquote die wichtigste betriebswirtschaftliche Kennzahl für Gläubiger zur Ermittlung der Bonität und des Ratings.
- Haftungsfunktion: Eigenkapital soll zum Auffangen von intertemporären Verlusten und dem Gläubigerschutz dienen. Entstehende Verluste werden durch das Eigenkapital aufgefangen. Je höher das Eigenkapital ist, umso länger ist ein Unternehmen in der Lage, anhaltende Verluste zu verkraften,[14] ohne in eine Unternehmenskrise zu geraten. Da Eigenkapital „in der Rangstelle der liquidations- oder insolvenzbedingten Rückzahlbarkeit ganz am Ende“ steht,[15] haftet es den Gläubigern und stellt damit die Grundlage des Gläubigerschutzes sicher.
- Risikodeckungspotenzial: Das Eigenkapital bestimmt zusammen mit dem Risikoumfang des Unternehmens die freie Risikotragfähigkeit und das Rating, welches durch die Eigenkapitalquote stark beeinflusst wird. Es drückt dabei den Umfang maximal möglicher risikobedingter Verluste aus (der Eigenkapitalbedarf als Risikomaß ist ein Ergebnis aus Risikoanalyse und Risikoaggregation).[16]
- Begrenzungsfunktion: Die Höhe der Eigenmittel begrenzt das mögliche Geschäftsvolumen, weil sich verschlechternde oder negative Schuldenkennzahlen die Gläubiger vor weiteren Geschäften warnen (Unterkapitalisierung).
- Bemessungsfunktion bei der Gewinnverteilung: Der Eigenkapitalanteil eines einzelnen Gesellschafters bildet die Berechnungsgrundlage bei der Verteilung von Gewinnen und Verlusten. Insbesondere bei Kapitalgesellschaften wird am Aktienkapital die Höhe der Dividenden orientiert.
- Repräsentations- und Werbefunktion: Die absolute Höhe der Eigenmittel als Risikokapital kann mit Hilfe der Werbung der Öffentlichkeit präsentiert werden und Vertrauen in die Solvabilität der Wirtschaftseinheit schaffen. Die Eigenkapitalquote lässt Rückschlüsse auf deren Bonität zu. Die vorhandenen Eigenmittel sind ein wesentliches Kriterium für die Kreditwürdigkeit und das Rating.

## Geschichte
Eigenkapital tauchte funktional erstmals im Zusammenhang mit der Gründung von Gesellschaften auf. Bei der im Mai 1072 in Venedig gegründeten Kommenda gab es außer dem Eigenkapital der Teilhaber auch schon die Kapitalbeschaffung in Form von Risikokapital (italienisch accommandita) und festverzinslichem Kapital (italienisch depositum). Die auf das Eigenkapital beschränkte Haftung einer solchen Gesellschaft beim Zahlungsausfall ist erstmals 1408 in Florenz belegt. Als systematisches Element der doppelten Buchführung wurde Eigenkapital erstmals von Luca Pacioli in seiner 1487 vollendeten Schrift Summa de Arithmetica, Geometria, Proportioni et Proportionalità dargestellt. Dem Mathematiker Pacioli fiel auf, dass es oft einen Überschuss des Vermögens über die Schulden gab, den er „il cavedale“ (aus lateinisch caput, „Hauptstück“, „wichtigstes Element“) nannte.
Das mittelalterliche Zinsverbot begünstigte die Eigenkapitalbildung. Eigenkapital galt offenbar bereits im 16. Jahrhundert als produktiv und führte zur Gründung von Aktiengesellschaften, denn die Emission von Aktien brachte ihnen Eigenkapital.
Das Wort Eigenkapital tauchte im deutschen Recht relativ spät auf. Das ADHGB vom Mai 1861 sprach noch von Einlagen oder Anteilseignern am Gesellschaftsvermögen, die im Regelfall sogar gewinnunabhängig zu verzinsen waren (Art. 106 Abs. 1, Art. 161 Abs. 1 ADHGB). Eigenkapital als das „dem Inhaber des Unternehmens gehörende Kapital“ tauchte erst im späten 18. Jahrhundert auf; das im Mai 1885 in Kraft getretene Handelsgesetzbuch (HGB) kannte Rücklagen. Es handelte sich beim Eigenkapital lange Zeit um einen unbestimmten Rechtsbegriff.

## Eigenkapital bei einzelnen Wirtschaftssubjekten
Am umfassendsten beschreibt die Fachliteratur in der Betriebswirtschaftslehre das Eigenkapital der Unternehmen. Die Öffentliche Betriebswirtschaftslehre befasst sich mit dem Erkenntnisobjekt des Eigenkapitals beim Staatshaushalt und bei öffentlichen Haushalten, während die Hauswirtschaftslehre das Eigenkapital der Privathaushalte untersucht.

### Unternehmen
Bei der Unternehmensgründung entsteht das Eigenkapital durch Bareinlage oder Sacheinlage der Gesellschafter. Das Eigenkapital von Unternehmen ist handelsrechtlich eine Bilanzposition im Jahresabschluss (§ 266 Abs. 3 lit. A HGB). Danach gehören bei Kapitalgesellschaften zum Eigenkapital gezeichnetes Kapital, Kapitalrücklagen, Gewinnrücklagen, Gewinnvortrag/Verlustvortrag und Jahresüberschuss/Jahresfehlbetrag. Bei Personengesellschaften ist die bilanzielle Eigenkapitaldarstellung weniger detailliert geregelt als bei Kapitalgesellschaften.
| Bilanz         | zum 31.12.xxxx |
| -------------- | -------------- |
| Aktiva         | Passiva        |
| Anlagevermögen | Eigenkapital   |
| Umlaufvermögen | Fremdkapital   |
| Bilanzsumme    | Bilanzsumme    |

Die Gewinnrücklagen werden nach obiger Vorschrift aufgeteilt in gesetzliche Rücklage, Rücklage für Anteile an einem herrschenden oder mehrheitlich beteiligten Unternehmen, satzungsmäßige Rücklagen und andere Gewinnrücklagen. Der Begriff Gezeichnetes Kapital (§ 272 Abs. 1 Satz 1 HGB, § 152 Abs. 1 Satz 1 AktG, § 42 Abs. 1 GmbHG) soll klarstellen, dass es sich um eingezahltes Eigenkapital handelt. Ausstehendes Kapital, erhöht das Eigenkapital erst, wenn es eingefordert und eingezahlt wurde. Nicht eingefordertes Kapital ist vom gezeichneten Kapital offen abzusetzen (§ 272 Abs. 1 Satz HGB).
Bei bestehenden Unternehmen entsteht Eigenkapital durch Kapitalerhöhung, Gewinnthesaurierung, Aktivierung von Vermögensposten sowie durch Höherbewertung von Aktiva oder Niedrigerbewertung von Passiva. Emissionsfähige Unternehmen mit Zugang zur Börse sind in der Rechtsform der AG/KGaA organisiert und können sich Eigenkapital durch Emission von Aktien beschaffen. Nicht emissionsfähige Unternehmen sind kleine AG/KGaA oder andere Rechtsformen, die auf ihre Gesellschafter, Private Equity oder Gewinnthesaurierung angewiesen sind. In einem Konzernabschluss sind Minderheiten-Anteile (Anteile von vollkonsoliderten Tochterunternehmen, die nicht dem Mutterunternehmen gehören) gesondert auszuweisen (§ 307 Abs. 1 HGB).
Die mit Eigenkapital finanzierten Vermögensgegenstände bilden für Gläubiger des Unternehmens die wichtigste Schuldendeckungsgröße. Je höher das Eigenkapital und die Eigenkapitalquote ausfallen, um so besser ist die Bonität eines Unternehmens einzustufen und umso günstiger fallen ceteris paribus die Schuldenkennzahlen aus.

### Kapitalmarkt
Eigenkapitaltitel (englisch equity securities; Aktien, Genussscheine, Wandelanleihen, GmbH-Anteile) sind dadurch gekennzeichnet, dass ihr Besitz durch Beteiligung am Unternehmensergebnis (Dividende) abgegolten wird, während der Fremdkapitalzins erfolgsunabhängig ausgestaltet ist. Eigenkapitaltitel werden auf dem Kapitalmarkt (an der Börse oder außerbörslich) gehandelt. Ihr Inhaber hält sie entweder mit kurzfristiger Veräußerungsabsicht (englisch available for sale) oder zeitlich unbefristet (englisch held to maturity). Bei Unternehmen führt dies zur Aktivierung als Umlaufvermögen oder Finanzanlagevermögen.
Das Dividenden- und Mitgliedschaftsrecht ist in einer Aktie verbrieft, die an der Börse als Streubesitz gehandelt wird und/oder sich außerbörslich im dauerhaften Besitz von Aktionären befindet. Im Fall einer Liquidation werden Fremdkapitalgeber vorrangig bedient, danach die Eigenkapitalgeber. Bestehen nach Tilgung aller Schulden keine liquidierbaren Aktiva mehr, so gehen die Eigenkapitalgeber leer aus. Aus diesen Gründen tragen die Eigenkapitalgeber ein wesentlich größeres Risiko als die Fremdkapitalgeber. Ein Aktionär einer AG oder ein Gesellschafter einer GmbH haftet mit seinem Kapitalanteil, der Gesellschafter einer Personengesellschaft (GbR, OHG, KG) oder der Einzelkaufmann zusätzlich mit seinem Privatvermögen. Er wird deshalb seine Renditeerwartung mit einer Risikoprämie versehen, die ihn für diese Risikoübernahme entschädigt. Die durchschnittlichen Renditen am Kapitalmarkt, bestehend aus der Dividendenrendite und der Kursveränderungsrate des Wertpapiers, sind deshalb in aller Regel höher als der durchschnittliche Zins auf risikolose Anleihen. Ohne Risikoprämie wird der Aktionär in der Regel nicht bereit sein, das unternehmerische Risiko zu tragen, welches eine Investition von Eigenkapital darstellt.

### Staat
Staat und öffentliche Verwaltung stellen Staatshaushalte und öffentliche Haushalte auf, die im Falle kameralistischer Haushalte keine Bestandsgrößen wie das Eigenkapital beinhalten. Bei ihnen ergibt sich das Eigenkapital als Restgröße aus der positiven Differenz zwischen Staatsvermögen und Staatsschulden. Gemäß § 7a HGrG ist der Einsatz der Doppik erlaubt, so dass ab Landesebene abwärts eine Eigenkapitaldarstellung möglich ist. Auf Gemeindeebene sorgen Initiativen wie das Neue kommunale Finanzmanagement dafür, dass die Doppik auch im kommunalen Rechnungswesen einzieht.
Gemeinden haben keine Eigenkapitalgeber, „eigene Mittel“ entstehen vielmehr durch Umlage des Finanzbedarfs. Dem Eigenkapital steht auch unveräußerliches Verwaltungsvermögen (lateinisch Res extra commercium) gegenüber, so dass das Eigenkapital in der kommunalen Jahresabschlussanalyse keine geeignete Schuldendeckungsgröße darstellt. Das liegt daran, dass öffentliche Gebäude oder sonstige öffentliche Bauwerke (etwa Schulen, Straßen, Brücken) keinen Marktpreis aufweisen und kaum verwertbar sind. Öffentliche Unternehmen und Kommunalunternehmen stellen Jahresabschlüsse nach dem HGB auf.

### Privathaushalte
Würden Privathaushalte bei der privaten Finanzplanung eine Bilanz aufstellen, so bestünde die Aktivseite aus Wohnimmobilie, Kraftfahrzeug, Hausrat und Forderungen (Kassenbestand, Bankguthaben, Wertpapiere), die Passivseite aus Verbindlichkeiten und Reinvermögen bzw. Eigenkapital. Privathaushalte finanzieren sich solange durch Eigenkapital, bis eine erste Kreditaufnahme erforderlich wird. Zum Eigenkapital werden bei der privaten Immobilienfinanzierung jene Finanzierungsinstrumente gezählt, die dem Käufer von Immobilien zur Verfügung stehen (Bargeld, Spareinlagen, Termingelder, Wertpapiere, Bausparguthaben und vorhandener, unbelasteter Grundbesitz). Auch die Eigenleistungen in Form der so genannten Muskelhypothek werden zum Eigenkapital gerechnet. Dagegen stellen Verwandtenkredite, Arbeitgeberdarlehen oder öffentliche Zuschüsse Fremdkapital dar, soweit sie mit einer Rückzahlungspflicht verbunden sind.

## Abgrenzung zum Fremdkapital und anderen Passivposten
Wesentliche Bedeutung hat die – nicht immer leichte – Abgrenzung zwischen Eigen- und Fremdkapital für Gläubiger und Analysten. Besteht auch nur die geringste Rückzahlungsmöglichkeit, dann gehört die entsprechende Bilanzposition zum Fremdkapital. Deshalb bilden alle Arten von Rückstellungen (auch Pensionsrückstellungen) einen Teil des Fremdkapitals, da mindestens eine 50%ige Rückzahlungswahrscheinlichkeit vorhanden ist. Eine erfolgsunabhängige Verzinsung spricht ebenfalls für Fremdkapital. Hybride Eigenkapitalformen bilden eine Mischform zwischen Eigen- und Fremdkapital und werden daher auch Mezzanine-Kapital genannt:
- Nachrangdarlehen (englisch junior debt): Sind Darlehen nach § 488 Abs. 1 BGB und damit Fremdkapital, dessen Rückzahlung mit der Bedingung verknüpft ist, dass sie erst nach der Befriedigung anderer (vorrangiger) Gläubiger (senior debt) getilgt werden müssen. Die Bedingung ist als Rangrücktritt, Subordination oder Nachrangabrede ausgestaltet und wirkt sowohl in der Insolvenz als auch bei der Liquidation.
- Genussrechte (englisch participation rights): Sind schuldrechtlich begründete Finanzierungsmittel mit aktionärstypischen Vermögensrechten. Es ist bei der Vielzahl der Ausgestaltungsmöglichkeiten zu prüfen, ob der Emittent eine Verpflichtung zur Rückzahlung übernimmt (puttable instruments) oder ob sie lediglich mit einem Kündigungsrecht des Emittenten ausgestattet sind. Eine bedingte Rückzahlungsverpflichtung erst bei Liquidation führt zur Einordnung als Eigenkapital, eine unbedingte ist als Fremdkapital auszuweisen.[29] Bei Kreditinstituten (§ 10 Abs. 5 KWG) und Versicherungen (§ 214 Abs. 1, 2 und 4 VAG) können indes Genussrechte bei bestimmter Ausgestaltung als regulatorisches Eigenkapital anerkannt werden (siehe Eigenmittel (Kreditinstitut)).
- Stille Gesellschaften (englisch silent partnership): Diese haben nach der gesetzlichen Konzeption eher den Charakter eines Schuldverhältnisses und sind daher im Zweifel als Fremdkapital anzusehen. In § 231 Abs. 1, § 232 Abs. 2 HGB ist zwar eine Verlustbeteiligung vorgesehen, sie kann jedoch ausgeschlossen werden (§ 231 Abs. 2 erster Halbsatz HGB). In der Insolvenz kann der stille Gesellschafter seine nicht durch Verluste aufgezehrte Einlage als Insolvenzgläubiger geltend machen (§ 236 Abs. 1 HGB).
- Hybridanleihen (englisch hybrid bonds): Es handelt sich um Anleihen und damit um Fremdkapital, die in der Regel nach Ablauf von 7 bis 10 Jahren erstmals fristgebunden seitens des Emittenten kündbar sind (englisch issuer call options). Sie sind meist mit einer Nachrangklausel für Liquidation, Auflösung und Insolvenz ausgestattet.[30] Es gibt Hybridanleihen mit sehr langer Laufzeit (zwischen 30 und 100 Jahren), sogar „ewige Anleihen“ (englisch perpetuals) sind auf dem Markt.
- Gesellschafterdarlehen (englisch shareholder loans): Sie sind formal zwar Fremdkapital, doch werden sie als wirtschaftliches Eigenkapital behandelt. Durch das Gesetz zur Modernisierung des GmbH-Rechts und zur Bekämpfung von Missbräuchen (MoMiG) werden seit November 2008 Gesellschafterdarlehen in der Insolvenzordnung (InsO) berücksichtigt. Alle Darlehensrückzahlungsansprüche von Gesellschaftern einer Gesellschaft ohne eine natürliche Person als persönlich haftender Gesellschafter werden kraft Gesetzes als nachrangige Insolvenzforderungen eingestuft, unabhängig von deren Eigenkapitalersatzcharakter (§ 39 Abs. 1 Nr. 5 sowie §§ 44a, 135 und 143 InsO).

Internationale Ratingagenturen erkennen derartige hybride Finanzierungsformen ganz oder teilweise als wirtschaftliches Eigenkapital an. Dabei wird vorausgesetzt, dass eine lange Laufzeit und/oder eine hohe Verlustbeteiligung vorliegen müssen und deshalb zu einer Anerkennung als Eigenkapital führen können. Nachrangdarlehen können mit mindestens 50 % zum wirtschaftlichen Eigenkapital gerechnet werden.
Die Unterschiede zwischen Eigenkapital und Fremdkapital erkennt man am besten in einem Insolvenzverfahren: Rückständiges Eigenkapital, das ein Gesellschafter aufbringen sollte, kann vom Insolvenzverwalter als Leistung in die Masse verlangt werden (§ 171 Abs. 2 HGB). Anders verhält es sich, wenn es sich um den Kredit eines Gesellschafters an die Gesellschaft oder um das Fremdkapital eines Nichtgesellschafters handelt. Hier kann der Kreditgeber das Darlehen außerordentlich kündigen (§ 490 Abs. 1 BGB). Ist der Kredit bereits gewährt, nimmt der Rückforderungsanspruch als Insolvenzforderung am Insolvenzverfahren teil. Eigenkapitalersetzende Darlehen wurden bis zum 31. Oktober 2008 im Insolvenzverfahren wie Eigenkapital behandelt. Mit dem MoMiG ist die Frage, ob das Darlehen eigenkapitalersetzend ist oder nicht, jedoch obsolet geworden (Änderung § 135 Abs. 1 InsO).
Passive latente Steuern und passive Rechnungsabgrenzungsposten mindern ebenfalls das Eigenkapital. Sie sind im engeren Sinne aber kein Fremdkapital, sondern Bilanzierungshilfen zur Periodisierung des Gewinns entsprechend der dynamischen Bilanzauffassung.

## Rechtsfragen
Das Eigenkapital stellt als Residualgröße einen unbestimmten Rechtsbegriff dar und leitet sich wiederum aus den unbestimmten Rechtsbegriffen Vermögen und Schulden ab. Eigenkapital bleibt in § 247 Abs. 1 HGB noch undefiniert, § 266 Abs. 3 lit. A HGB bietet eine enumerative Aufzählung an und macht Eigenkapital damit zu einem bestimmten Rechtsbegriff.
Spezialgesetze gehen von der Nichtrückzahlbarkeit des Eigenkapitals aus. So schreibt § 57 Abs. 1 AktG vor, dass den Aktionären die Einlagen nicht zurück gewährt werden dürfen, für die GmbH findet sich die Parallelvorschrift in § 30 Abs. 1 GmbHG. Bei diesen Kapitalgesellschaften ist die Kapitalherabsetzung ebenso keine Rückzahlung von Eigenkapital wie die Entnahme bei Personengesellschaften. Bei der Kapitalherabsetzung erfolgt keine Rückzahlung von Eigenkapital, sondern das Nominalkapital wird infolge von Vermögensverlusten durch Herabsetzung dem verminderten Vermögen angepasst. Entnahmen stellen ebenfalls keine Rückzahlung von Eigenkapital dar, weil durch die unbegrenzte Haftung mit dem Privatvermögen die gesamte Vermögensposition des Gesellschafters nicht verändert wird.
Nach IFRS ist auch entscheidend, dass Eigenkapital nicht rückzahlbar ist. IAS 32.16 definiert Eigenkapital als nicht rückzahlbar und nicht kündbar. „Ein Finanzinstrument ist nur dann ein Eigenkapitalinstrument, wenn

(a) das Instrument keine vertragliche Verpflichtung zur Lieferung von flüssigen Mitteln oder anderen finanziellen Vermögenswerten an ein anderes Unternehmen beinhaltet und

(b) wenn das Instrument in eigenen Eigenkapitalinstrumenten des Emittenten beglichen werden kann oder wird.“

Nur wenn ein Investor dem Unternehmen Finanzierungsmittel für einen unbegrenzten Zeitraum überlässt, sind diese als Eigenkapital anzusehen.
Auch nach Basel III muss bei Kreditinstituten das Kernkapital unbegrenzt verfügbar sein, darf also nicht kündbar und nicht rückzahlbar sein. Bedeutsam für den Ausweis als Eigenkapital ist insbesondere, dass das Unternehmen zu einer Rückzahlung aufgrund eines bedingungslosen Rechts nicht verpflichtet ist.
Wenn das Eigenkapital durch Verluste aufgebraucht ist und sich ein Überschuss der Passiva über die Aktiva ergibt („negatives Eigenkapital“), ist gemäß § 268 Abs. 3 HGB auf der Aktivseite die Bilanzposition „nicht durch Eigenkapital gedeckter Fehlbetrag“ zu bilden. Nach § 286 Abs. 3 HGB kann die Angabe des Eigenkapitals und des Jahresergebnisses unterbleiben, wenn das Unternehmen seinen Jahresabschluss nicht offenzulegen hat und die berichtende Kapitalgesellschaft keinen beherrschenden Einfluss auf das betreffende Unternehmen ausüben kann.

## Kennzahlen
Das Eigenkapital ist im Rahmen der Bilanzanalyse Gegenstand einer Vielzahl von betriebswirtschaftlichen Kennzahlen. Dazu gehören vertikale Kennzahlen wie die Eigenkapitalquote und horizontale wie die Anlagendeckung. Wichtigste ist die Eigenkapitalquote, die den Anteil des Eigenkapitals an der Gesamtfinanzierung (= Bilanzsumme) wiedergibt:
{\displaystyle {\text{Eigenkapitalquote}}={\frac {\text{Eigenkapital}}{\text{Bilanzsumme}}}}
Je höher die Eigenkapitalquote, um so besser ist die Bonität eines Unternehmens einzustufen und umgekehrt. Eine hohe Eigenkapitalquote führt zu einem günstigen cost leverage, weil für das relativ niedrige Fremdkapital weniger Gewinne für den Zinsaufwand verbraucht werden und damit auch der Break-even-Point schneller erreicht wird.

## International
In Österreich zählt die Gliederungsvorschrift des § 224 Abs. 3 UGB zum Eigenkapital die Kapitalrücklagen, Gewinnrücklagen und den Bilanzgewinn. § 229 UGB bezeichnet die Einlagen als „Nennkapital“, außerdem sind gebundene und nicht gebundene Kapitalrücklagen sowie gesetzliche und satzungsmäßige Gewinnrücklagen getrennt auszuweisen. In der Schweiz ist gemäß Art. 959 Abs. 7 OR das Eigenkapital der Rechtsform entsprechend auszuweisen und zu gliedern. Danach gibt es gemäß Art. 959a Abs. 2 OR Grund-, Gesellschafter- oder Stiftungskapital, gesetzliche Kapitalreserven sowie gesetzliche und freiwillige Gewinnreserven.
Der englische Rechtsbegriff für das Eigenkapital eines Unternehmens (englisch equity; aus lateinisch aequitas, „Gleichheit“ als Abgrenzung zwischen den Gesellschaftern und Gläubigern) wird mit zwei Unterbegriffen präzisiert. Das „Private Equity“ besagt nicht, dass das Kapital ausschließlich von Privatleuten bereitgestellt wird, sondern bezeichnet den Einsatz von Eigenkapital bei nicht börsennotierten Gesellschaften. Börsennotierte Gesellschaften verfügen über „public equity“, Aktiengesellschaften speziell über „shareholder equity“.
Durch die International Financial Reporting Standards (IFRS) wird Eigenkapital international weitgehend homogen definiert. Allerdings gibt es keinen Einzelstandard in den IFRS, der die Abgrenzung, Behandlung und Abbildung von Eigenkapital im Jahresabschluss beschreibt. IAS 1.7 kennt Vermögenswerte, Schulden und Eigenkapital. Das Rahmenkonzept definiert Eigenkapital (englisch equity, französisch équité) als den nach Abzug aller Schulden (englisch liabilities) verbleibenden Restbetrag (englisch residual interest) der Vermögenswerte (englisch assets) eines Unternehmens (IAS 1.98, Satz 1). Diese Saldierungs-Definition stellt das Eigenkapital als Residualgröße mit dem Reinvermögen gleich. Durch seinen Charakter als Restgröße findet eine eigenständige Eigenkapital-Bewertung in den IFRS nicht statt, sondern sie hängt von der Bewertung des Vermögens und der Schulden ab. Eigenkapital ist formal ein Eigenkapitalinstrument (englisch equity instrument) und gehört neben den finanziellen Vermögenswerten und den finanziellen Verbindlichkeiten zu den Finanzinstrumenten. Nach IAS 32.11 ist ein Eigenkapitalinstrument ein Vertrag, der einen Residualanspruch an den Vermögenswerten eines Unternehmens nach Abzug aller Schulden begründet. Auch die IAS verbinden mit Eigenkapital als Haupteigenschaft die fehlende Rückzahlungspflicht. Eigenkapitalinstrumente (IAS 32.15 ff.) liegen nur vor, wenn an das Instrument keine vertragliche Verpflichtung zur Abgabe von flüssigen Mitteln oder sonstigen finanziellen Vermögenswerten geknüpft ist, da das Instrument ansonsten die Definition einer Schuld erfüllen würde. Als Ausnahme können aber unter bestimmten Bedingungen solche Finanzinstrumente stattdessen als finanzielle Verbindlichkeiten einzuordnen sein (vgl. IAS 32.16). Das emittierende Unternehmen muss gemäß IAS 32.19 f. bei Eigenkapitalinstrumenten ein uneingeschränktes Recht besitzen, sich einer (potenziellen) (Rück-)Zahlungspflicht zu entziehen.
Entsprechend der Aufstellung innerhalb der Eigenkapitalveränderungsrechnung kann das Eigenkapital nach IAS 1.108 wie folgt unterteilt werden:
```
  Komponenten des Eigenkapitals (ohne Anteile nicht beherrschender Gesellschafter):
     Gezeichnetes Kapital
   + Rücklagen
   + kumulierter Saldo des sonstigen Ergebnisses der reklassifizierbaren

     (d.
 
h. in Gewinn/Verlust-Rechnung übertragbare) Posten aus:
       * Währungsdifferenzen
       * zur Veräußerung verfügbare finanzielle Vermögenswerte
       * Cashflow – Absicherungen
   + kumulierter Saldo des sonstigen Ergebnissen der nicht reklassifizierbaren

     Posten (IAS 1.96) aus:
       * Neubewertungsrücklagen aus der Fair-Value-Bewertung

         für Sachanlagen (IAS 36.31 ff.)
       * Neubewertungsrücklagen aus der Fair-Value-Bewertung

         für immaterielle Vermögenswerte (IAS 38.75 ff.)
       * Kumulierter Saldo aus erfolgsneutraler Bewertung bei

         leistungsorientierten Versorgungsplänen (IAS 19.57 (d))
 = Summe Eigenkapitals (ohne Anteile nicht beherrschender Gesellschafter)
 + Anteile nicht beherrschender Gesellschafter (bei einem Konzernabschluss)

   (evtl. mit entsprechender Unterteilung wie oben)
 = Gesamtsumme Eigenkapital
```